# فابيو دي جيسوس
فابيو دي جيسوس (بالبرتغالية: Fábio de Jesus‏) (16 أكتوبر 1976 في نوفا إيغواسو في البرازيل – )؛ هو لاعب كرة قدم سابق كان يلعب كلاعب وسط.

## وصلات خارجية
- فابيو دي جيسوس على موقع رابطة كرة القدم اليابانية للمحترفين (اليابانية)
- فابيو دي جيسوس على موقع قاعدة بيانات كرة القدم.إي يو (الإنجليزية)
- فابيو دي جيسوس على موقع Soccerway.com (الإنجليزية)
- فابيو دي جيسوس على موقع عالم كرة القدم.نت (الإنجليزية)